# Paul Kurtz
Paul Kurtz (Newark, New Jersey, 1925. december 21. – Amherst, New York, 2012. október 20.) amerikai filozófus, az amerikai szkeptikus társaság (CSICOP), valamint a Center for Inquiry alapítója. A ’Center for Inquiry’ egy nonprofit tudományos szervezet, az áltudományos jelenségek, áramlatok ellen.

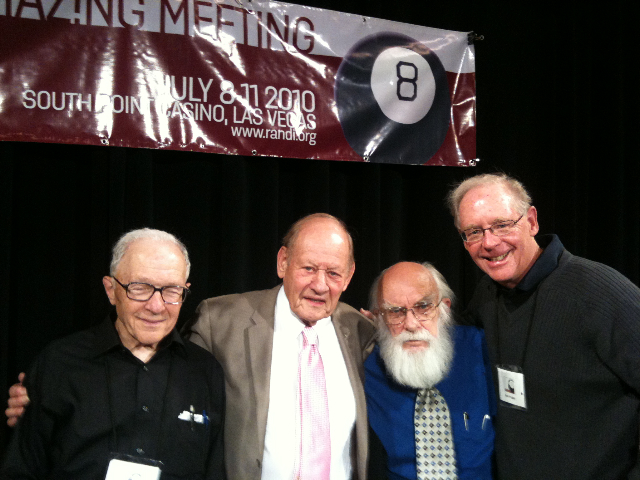
Szkeptikus Mozgalom ülés, Las Vegas 2010: R.Hyman, Paul Kurtz, J. Randi, K.Frazier

Egyike a humanista, a szkeptikus mozgalmaknak pedig legnagyobb hatású képviselője a múlt század 60-as éveitől. Ő hozta létre a Skeptical Inquirer című szkeptikus folyóiratot, a Free Inquiry magazint és a független Prometheus Books kiadóvállalatot.

## Élete
Newarkban született. Kezdeti tanulmányait a New York-i Washington Square College-ben végezte.
A második világháború idején bevonult a hadseregbe. Részt vett az ardenneki offenzívában, tagja volt annak az egységnek, amely felszabadította a dachaui koncentrációs tábort.
A háború után leszerelt, és diplomát, majd PhD fokozatot szerzett a Columbia Egyetemen.
Filozófiát tanított a Trinity College-ben, az Union College-ben , és a New York State University-n. Filozófia professzorként ment nyugállományba 1991-ben.
A nemzetközi szkeptikusmozgalom nagy eseménye volt, amikor 1976-ban megalapította a Skeptical Inquirer magazint.
Az 1970-es évek közepétől felvirágzó tudományellenes és áltudományos áramlatok ellen fellépve Martin Gardner és Joe Nickell kollegáival fáradhatatlan ellensége lett minden „hajmeresztő ostobaságnak”.
A természetfeletti és a paranormális jelenségek kritikusaként minden rendkívüli jelenségről bizonyítékot követelt a józan ész nevében. Hirdette a kritikus gondolkodás szükségességét a mindennapi életben.
A szekuláris humanizmus híve volt. A szekuláris humanizmus filozófiai irányzata megköveteli a logikus, kritikus gondolkodásmódot, és az igazságkeresés során a tudományos módszerek alkalmazását.
Paul Kurtz jelentős szerepet játszott abban is, hogy 1992-ben megalakult Szentágothai János professzor elnökségével a magyar szkeptikus társaság.

## Művei
- Fullnes os Life (1974)
- Exuberance: A Philosophy od Happiness (1977)
- The Transcendential Temptation (1986)
- The Courage to Become (1997)
- The New Skepticism: Inquiry and Reliable Knowledge (1992)
- Living without Religion: Eupraxsophy (1994)
- Forbidden Fruit: The Ethics of Secularism (2008)

## Elismerések
- International Rationalist Award (Rationalist International)( 2000)
- 6629 Kurtz, az 1982-ben felfedezett aszteroid (kisbolygó elnevezése

## Fordítás
- Ez a szócikk részben vagy egészben  a   Paul Kurtz című angol Wikipédia-szócikk ezen változatának fordításán alapul.  Az eredeti cikk szerkesztőit annak laptörténete sorolja fel. Ez a jelzés csupán a megfogalmazás eredetét és a szerzői jogokat jelzi, nem szolgál a cikkben szereplő információk forrásmegjelöléseként.